# Ceyrat
Ceyrat é uma comuna francesa na região administrativa de Auvérnia-Ródano-Alpes, no departamento Puy-de-Dôme. Estende-se por uma área de 9,35 km². Em 2010 a comuna tinha 6 513 habitantes (densidade: 696,6 hab./km²).